# Miconje
Miconje est une ville d’Angola située dans la province côtière et exclavée de Cabinda.

## Personnalité liée à ville
- Eduardo Camavinga, né le 10 octobre 2002, footballeur international français.
- Aurélio Buta, né le 10 février 1997, footballeur portugais.